# 峽谷城 (奧勒岡州)
峽谷城（Canyon City）位於美國奧勒岡州，是格蘭特縣的縣治，人口660人。距離約翰戴伊約3公里。

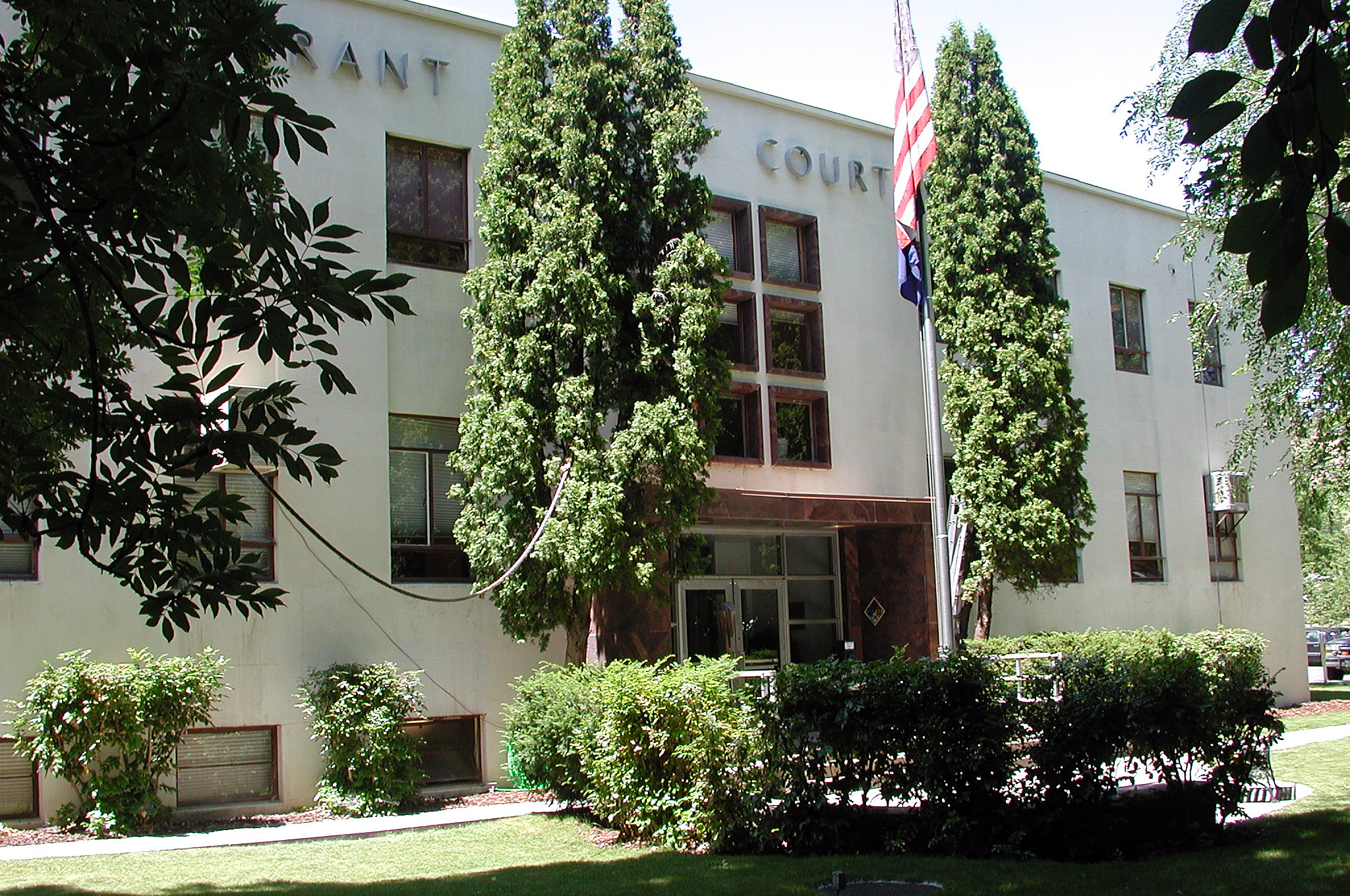
峽谷城